# Pica-soques de Krüper
El pica-soques de Krüper (Sitta krueperi) és una espècie d'ocell de la família dels sítids (Sittidae) que habita zones boscoses des de Turquia, cap a l'est fins al Caucas.